# Paropsiopsis
Paropsiopsis je rod iz porodice Passifloraceae, potporodice Passifloroideae, tribusa Paropsieae.

Revizijom iz 2009 godine sve prethodno priznate vrste objedinjene su pod imenom Paropsiopsis decandra (Baill.) Sleum., a opisana je i ilustrirana jedna nova vrsta, Paropsiopsis atrichogyna J.M.de Vos & Breteler
Vrste koje pripadaju ovom rodu su:
1. Paropsiopsis atrichogyna J.M.de Vos & Breteler
2. Paropsiopsis decandra   (Baill.) Sleum.[4]

- Paropsiopsis bipindensis  Gilg  →Paropsiopsis decandra
- Paropsiopsis ferruginea  Exell   →Paropsiopsis decandra
- Paropsiopsis jollyana  Gilg  →Paropsiopsis decandra
- Paropsiopsis pulchra  Gilg  →Paropsiopsis decandra